# Frederik Andersen
Frederik Andersen (Herning, Dinamarca, 2 de octubre de 1989), apodado Freddie, FredEx o Fredzilla, entre otros, es un jugador profesional danés de hockey sobre hielo que se desempeña en la posición de guardameta en Carolina Hurricanes, equipo de la National Hockey League (NHL).

## Carrera
Fue seleccionado en la tercera ronda en la NHL Entry Draft de 2012. En 2013 hizo su debut profesional con el equipo Anaheim Ducks, en el cual jugó tres temporadas (2013-2016), después pasó a Toronto Maple Leafs (2016-2021), luego a Carolina Hurricanes, donde lleva jugando tres temporadas.